# Chavela Vargas
María Isabel Anita Carmen de Jesús Vargas Lizano (San Joaquín, Heredia, Costa Rica, 17 de abril de 1919-Cuernavaca 5 de agosto de 2012), conocida como Chavela Vargas, fue una cantante mexicana de origen costarricense. Reconocida por sus interpretaciones únicas de rancheras y por su contribución a diversos estilos de la música popular latinoamericana.
Vargas dejó un legado tanto en América como en Europa. Reconocida por sus actuaciones conmovedoras y cautivadoras, se ganó el título de "la voz áspera de la ternura". Sus reconocimientos incluyen el Premio Grammy Latino a la Excelencia Musical y la Gran Cruz de la Orden de Isabel la Católica por sus contribuciones a la música. 
En 2007, fue distinguida con el Premio Grammy a la Excelencia Musical de la Academia de las Ciencias y Artes de la Grabación.

## Biografía y carrera
Chavela Vargas nació en Costa Rica, en San Joaquín de Flores, de la provincia de Heredia. hija de Francisco Vargas y Herminia Lizano. Fue bautizada en la Basílica de Nuestra Señora de los Ángeles en Cartago, Costa Rica tres meses después, el 15 de julio de 1919, con el nombre María Isabel Anita Carmen de Jesús. Vargas se trasladó a México cuando tenía 14 años y posteriormente adoptó la nacionalidad mexicana a los 17.
Su primer álbum fue publicado en 1961. Werner Herzog la incluyó, interpretando a una nativa, en su película Grito de Piedra (1991). El director español Pedro Almodóvar incluyó canciones interpretadas por ella en varios de sus filmes, como Tacones lejanos (1991); alcanzó un importante éxito con la canción de Agustín Lara "Piensa en mí". Chavela apareció después en la película de Julie Taymor, Frida (2002), cantando una versión del popular son istmeño "La Llorona" y de la canción ranchera de Tomás Méndez "Paloma Negra". También apareció en Babel (2006), la multipremiada película de Alejandro González Iñárritu, cantando "Tú Me Acostumbraste", bolero de Frank Domínguez.
Su éxito definitivo en España fue a partir de los años 90, gracias al apoyo de Almodóvar, incluso le permitió actuar en el mítico Teatro Olympia de París en octubre de 1994 . Allí acudieron a verla Almodóvar y la actriz francesa Jeanne Moreau, quien no sabía hablar español, pero le dijo a Almodóvar: «No hace falta que me traduzcas lo que canta, porque la entiendo perfectamente». La «Dama del Poncho Rojo», pareció haberse reconciliado con Costa Rica en abril de 1994, cuando ofreció un majestuoso concierto en el Teatro Nacional de San José y luego en un auditorio de la Universidad de Costa Rica, en los que cautivó con sus interpretaciones de "Macorina", "Un mundo raro", "La Llorona" y "Paloma negra".
En julio de 2012 viajó a España para presentar su último disco en un recital en la Residencia de Estudiantes de Madrid; fue su última aparición pública y su última actuación. Dos días después, el 12 de julio, fue hospitalizada en dicha ciudad por un cuadro de fatiga y taquicardia. Se recuperó y emprendió viaje de regreso a México, sabiendo que le quedaba poco tiempo.

## Vida personal

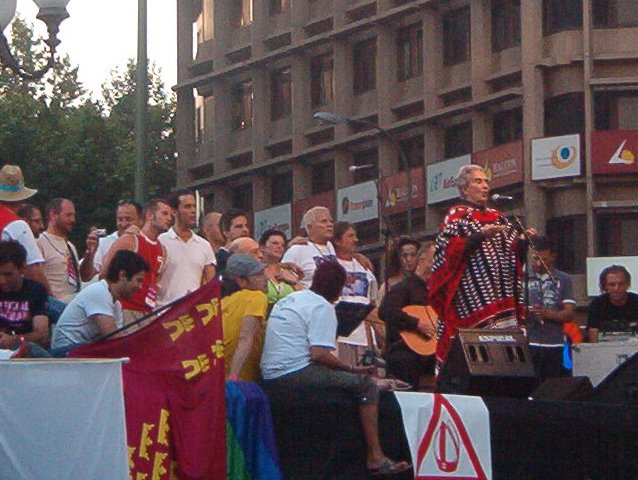
Chavela Vargas en el concierto que dio en la plaza de España de Madrid (España) el 1 de julio de 2006 durante las Fiestas del Orgullo Gay

Su estilo de vida se caracterizó por vestirse con prendas para hombre, usar un zarape rojo, fumar cigarros, beber mucho alcohol y portar pistolas. En 2000, con 81 años de edad, expresó abiertamente por primera vez que era lesbiana.

### Muerte
El 30 de julio de 2012, fue internada en un hospital debido a problemas crónicos en el corazón, pulmones y riñones. Seis días después, Vargas falleció a los 93 años de edad.

## Reconocimientos
Recibió, entre otros, los siguientes reconocimientos:
- 2000: Dama gran cruz de la Orden de Isabel la Católica.[12]

En el 2018, el Ministerio de Cultura y Juventud de Costa Rica realizó un homenaje a Chavela Vargas en el marco del Festival Internacional de las Artes 2018, en el cual participaron artistas internacionales como Los Macorinos, Debi Nova, Gaby Moreno, Tania Libertad, Andrea Echeverri y Marisoul.